# Racotis sordida
Racotis sordida là một loài bướm đêm trong họ Geometridae.